# 208ª Divisione costiera
la 208ª Divisione Costiera è stata un'unità militare del Regio Esercito Italiano, durante la seconda guerra mondiale.

## Storia

### Le origini
Nell'incalzare degli eventi che segnarono i momenti decisivi della Seconda Guerra Mondiale, L'Esercito si trovò a fronteggiare la minaccia diretta al territorio Nazionale. Vennero così costituite le "Divisioni Costiere" con preminenti compiti di difesa statica da sbarco dal mare.
Queste unità non avevano una tradizione militare, erano adibite a difesa statica e erano formate da militari richiamati e di età avanzata; quindi si decise di non darle un nome, ma limitarsi alla sola numerazione.

### Nella seconda guerra mondiale (1939-1945)
La divisione venne costituita il 15 novembre 1941 ed assunse la difesa del settore fra Palermo e Trapani escluse. II giorno prima della caduta di Palermo, firmata il 22 luglio dal gen. Molinero, gli americani presero Trapani quasi senza perdite; la 208ª divisione costiera (temporaneamente al comando del colonnello Dal Monte, poiché il generale Marciani comandava il comando truppe costiere del XII corpo d'armata) oppose scarsa resistenza; con alcune eccezioni, interi reparti costieri si dissolsero, disertando o arrendendosi.
Il generale Marciani, comandante titolare della divisione, fu preso prigioniero mentre teneva rapporto nel Palazzo Reale di Palermo, colto di sorpresa da un'irruzione di camionette americane che erano arrivate indisturbate fino al centro della città.

## Ordine di battaglia
1941
- 133° Rgt. fanteria costiera
  - 224° Btg. costiero
  - 423° Btg. costiero
  - 498° Btg. costiero

- 147° Rgt. fanteria costiera
  - 103° Btg. costiero
  - 111° Btg. costiero
- 28° Gr. Artiglieria Costiera
  - 19° Btg. Art. difesa costiera
  - 41° Btg. Art. difesa costiera
  - 215° Btg. artiglieria Skoda

- 101a Cp. mortai
- 164a Cp. anticarro
- 517a Cp. mortai
- 518a Cp. mitraglieri
- 519a Btg. mitraglieri
- 618a Btg.. mitraglieri
- 619a Btg.. mitraglieri

1943
- 133º Reggimento Fanteria Costiero[5]
- 147º Reggimento Fanteria Costiero.[5]
- 28º Raggruppamento Artiglieria Costiera.[5]

## Insegne e Simboli
- Le mostrine dei reggimenti della divisione sono rettangolari a sfondo bianco contenente un triangolo isoscele azzurro. Alla base della mostrina si trova la stella argentata a 5 punte bordata di nero, simbolo delle forze armate italiane.

## Comandanti
1941-1943
- Colonnello Azzo Passalaqua
- Generale di divisione Gaetano Binacchi (15 novembre 1941 - 27 aprile 1943)
- Generale di divisione Giovanni Marciani (28 aprile - 16 luglio 1943)
- Colonnello Luigi Dal Monte (interinale 17-22 luglio 1943)